# Thelypteris minutissima
Thelypteris minutissima är en kärrbräkenväxtart som beskrevs av Caluff, C.Sánchez. Thelypteris minutissima ingår i släktet Thelypteris och familjen Thelypteridaceae. Inga underarter finns listade.